# Pidof
pidof ist ein Programm für Linux, das die Prozessnummer (PID, Process ID) eines oder mehrerer laufenden Prozesse ausgibt. Unter anderen Kerneln werden oft pgrep oder ps als Alternativen verwendet.
pidof wird normalerweise als Symbolische Verknüpfung zu killall5 realisiert, daher bestimmt auch dieses Programm die genauen Eigenschaften von pidof (allerdings prüft killall5, ähnlich wie beispielsweise busybox, über welchen Namen es gestartet wurde und erwartet über den Startnamen pidof andere Parameter als über den Startnamen killall5 – siehe dazu auch die unterschiedlichen Man-Pages am Ende dieses Artikels). killall5 ist für den Linux-Kernel ein Ersatz für das in System V vorhandene killall, welches für etliche runlevel Scripts benötigt wird.
Es ist zu empfehlen, pidof immer mit den vollen Pfadangaben des zu suchenden Programms aufzurufen. Ansonsten kann es vorkommen, dass es die Prozessnummern von verschiedenen Programmen zurückgibt, die zufällig den gleichen Namen tragen.

## Beispiele
```
$ 
pidof ntpd

3580 3579
```

```
$ 
pidof emacs

22256
```